# American Waterfront

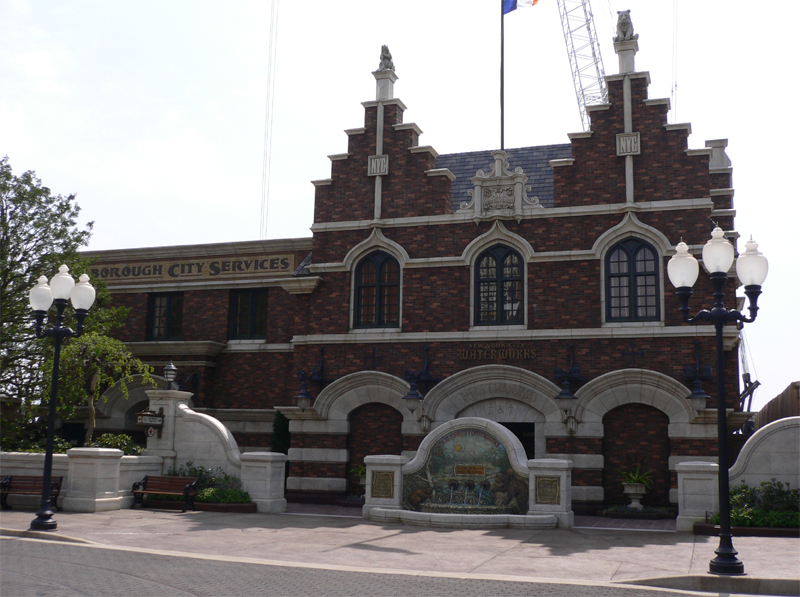
Toiletgebouw en eerste hulp in het New York-gedeelte

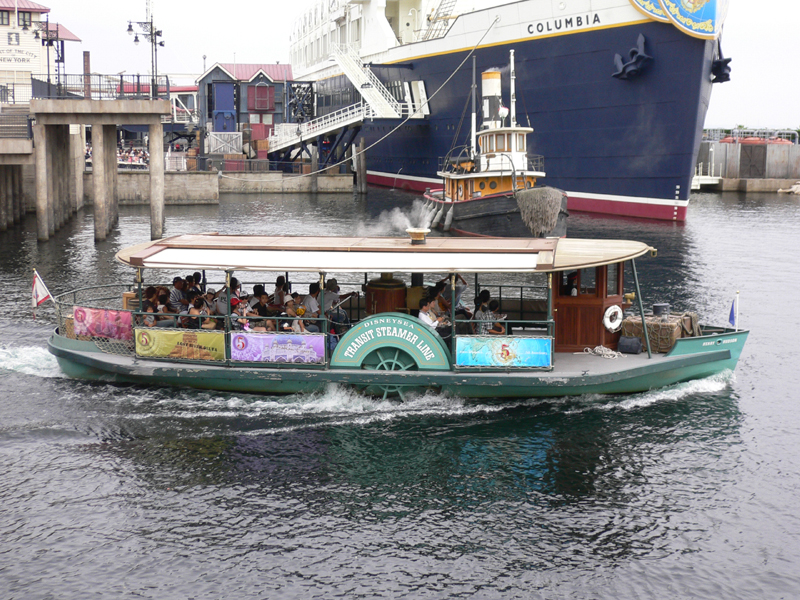
Vervoer over de wateren van het American Waterfront

Het American Waterfront is een port-of-call (Nederlands: aanleghaven) van het attractiepark Tokyo DisneySea in het Tokyo Disney Resort in Urayasu en werd geopend op 4 september 2001, tezamen met de rest van het park.

## Beschrijving
Het American Waterfront is gethematiseerd als een New York uit de vroege 20e eeuw, dat wordt bevolkt door nieuwe immigranten, en als het visserdorp Cape Cod uit New England.
New York wordt weergegeven als een drukke stad aan het einde van de Industriële Revolutie, compleet met een elektrische trein, de DisneySea Electric Railway, een theater en een haven met een groot aantal boten, waaronder de S.S. Columbia. Het achtergrondverhaal van dit stadje speelt rondom de steenrijke Harisson Hightower III, wiens macht toenam in New York, maar uiteindelijk op een mysterieuze wijze verdween na aanschaf van een Afrikaans kunstvoorwerp. Symbolen van zijn macht zijn zijn schip, de S.S. Columbia, waarin de attractie Turtle Talk te vinden is, en zijn voormalige Hightower Hotel, nu omgedoopt tot Tower of Terror, waar zijn mysterieuze verdwijning aan het licht komt.
In 2008 werd de attractie Toy Story Midway Mania! geopend, een interactieve darkride rondom de films van Toy Story.
In het Cape Cod-gedeelte zijn verschillende wandelpaden te vinden waar bezoekers rond kunnen wandelen.

## Faciliteiten

### Attracties
- Big City Vehicles
- DisneySea Electric Railway
- DisneySea Transit Steamer Line
- Tower of Terror
- Turtle Talk
- Toy Story Midway Mania!

### Entertainment
- Encore!
- Sail Away
- Donald's Boat Builders
- Jump Rope Kids
- Dockside Singers

### Eetgelegenheden
- S.S. Columbia Dining Room
- The Teddy Roosevelt Lounge
- Restaurant Sakura
- Sailing Day Buffet
- New York Deli
- Liberty Landing Diner
- Barnacle Bill's
- Papadakis Fresh Fruit
- High Tide Treats
- Delancey Catering
- Cape Cod Cood-Off

### Winkels
- McDuck's Department Store
- Tower of Terror Memorabilia
- Steamboat Mickey's
- Aunt Peg's Village Store
- Newsie's Novelties